# Randy Savage
Randall Mario Poffo bättre känd som "Macho Man" Randy Savage, född 15 november 1952 i Columbus, Ohio, död 20 maj 2011 i Seminole, Florida, var en amerikansk fribrottare och skådespelare. Han var mest känd för sin tid i World Wrestling Federation (WWF) och World Championship Wrestling (WCW).
Randy Savage var en 6-dubbel världsmästare och har vunnit WWF:s VM-titel två gånger och WCW:s VM-titel fyra gånger. I WWF blev han ofta ledsagad av sin manager och dåvarande fru Miss Elizabeth.
Savages match mot Ricky Steamboat på Wrestlemania III sägs av många vara den match som förde in fribrottning i de banor de nu följer.
Randy Savage drabbades av en hjärtattack när han körde sin bil, och bilen körde av vägen och in i ett träd. Hans fru Barbara L. Poffo, som också fanns i bilen, klarade sig med lindrigare skador. Savage blev endast 58 år.